# Ernst Zündel

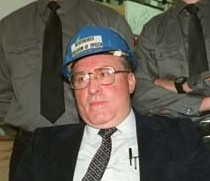
Ernst Zündel (1992)

Ernst Christof Friedrich Zündel (ur. 24 kwietnia 1939 w Bad Wildbad, zm. 6 sierpnia 2017 tamże) – niemiecko-kanadyjski negacjonista, wydawca i publicysta. W 1977 Zündel założył w Kanadzie wydawnictwo Samisdat Publishers specjalizujące się w wydawnictwach propagujących negacjonizm (np. Did Six Million Really Die?, Raport Leuchtera) oraz nazizm (np. The Hitler We Loved and Why), wiele z nich eksportując nielegalnie do Niemiec.
Kilkakrotnie był pozwany lub oskarżony w Kanadzie z artykułu 177. kodeksu karnego o „rozpowszechnianie fałszywych wiadomości”. Dwukrotnie uznany za winnego, ostatecznie uniewinniony przez Sąd Najwyższy Kanady, który uznał art. 177 za sprzeczny z zagwarantowaną w konstytucji wolnością słowa.
W najgłośniejszym procesie Zündela w 1988 świadkami obrony byli m.in. Fred Leuchter i David Irving.
Aresztowany w 2003 w USA, deportowany do Kanady, skazany tam na dwa lata więzienia, deportowany w 2005 do Niemiec, Ernst Zündel stanął tam przed sądem oskarżony o propagowanie negacjonizmu. Został skazany na karę 5 lat pozbawienia wolności, jest to najwyższa przewidywana kara w Niemczech za „kłamstwo oświęcimskie”.